# Moanin' (canção)
"Moanin'" é uma composição de Bobby Timmons, cuja primeira gravação foi feita pela banda de Art Blakey, o Jazz Messengers para o  álbum do mesmo nome de 1959.

## Composição
"Moanin'" tem uma melodia conhecida como chamada e resposta. Uma versão sobre a criação da canção foi dada por Benny Golson, o  saxofonista tenor da banda de Blakey: Timmons tinha os oito primeiros  compassos, que ele sempre tocava entre as faixas, mas completou a música após ser encorajado por Golson a adicionar uma  ponte. É tocada em fá menor.

## Gravações e recepção
"Moanin'" foi regravada inúmeras vezes e se tornou um jazz standard. Gary Giddins afirma que a canção "define o mundo da música em seu ouvido" e que era "parte do movimento funky e de volta as raízes que Horace Silver, Charles Mingus e Ray Charles ajudaram, de diferentes maneiras, a reacender." Jon Hendricks mais tarde adicionou letra à musica, e a subsequente regravação de   Lambert, Hendricks & Ross fez a canção muito popular.